# Germanwings

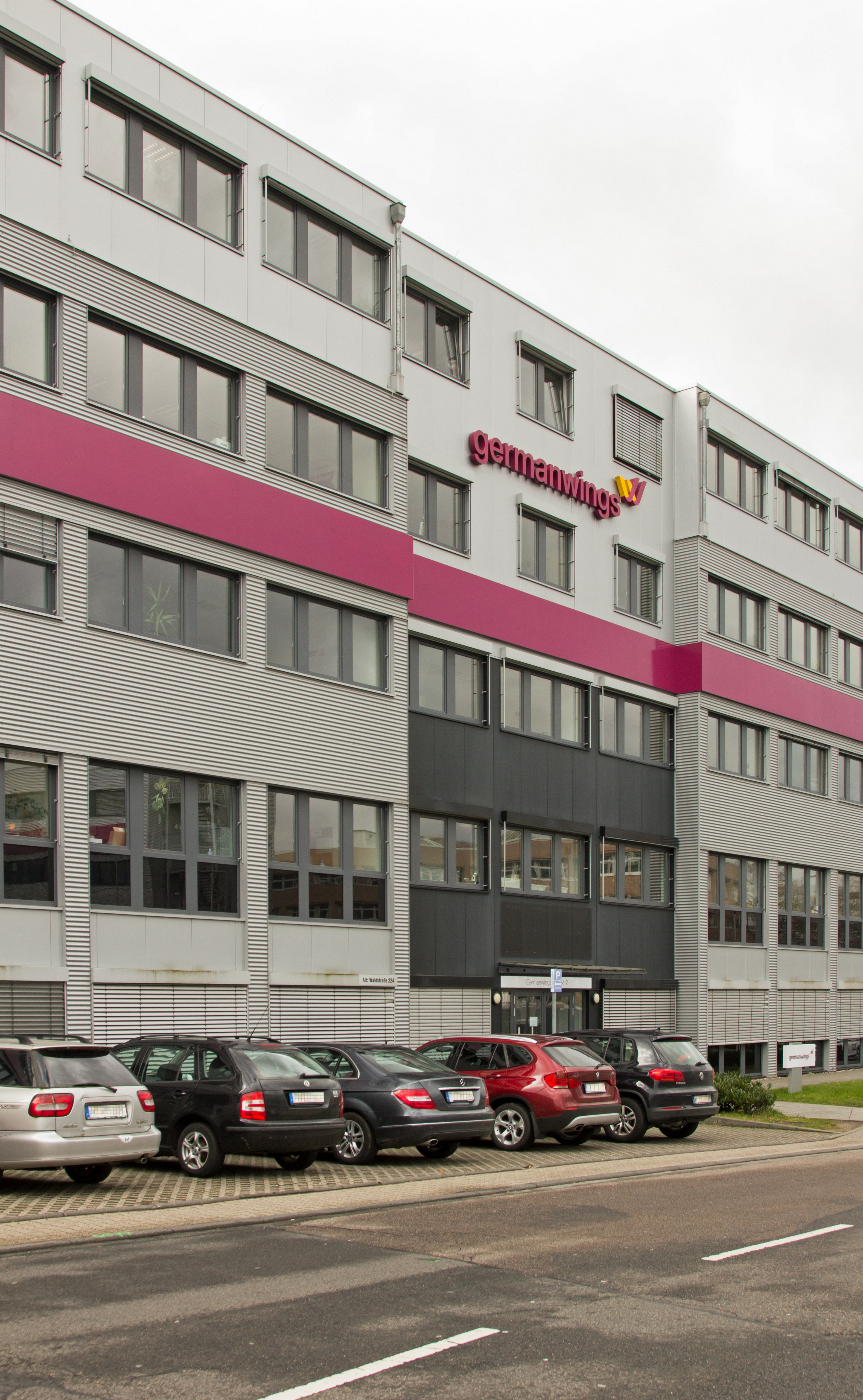
La sede di Germanwings a Colonia

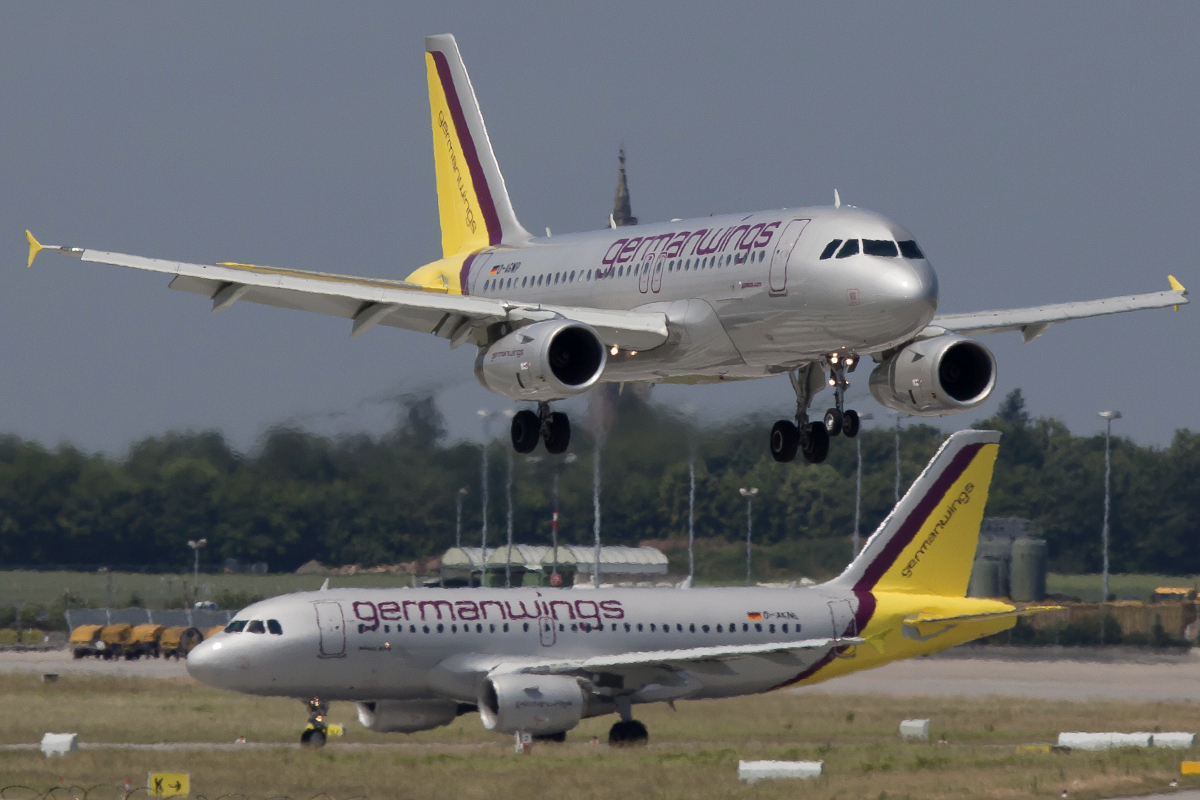
Due Airbus A319 Germanwings con la livrea utilizzata fino al 2013.

Germanwings era una compagnia aerea low cost tedesca con sede a Colonia di proprietà di Lufthansa.

## Storia
Germanwings è stata fondata nel 1997 come ramo low cost di Eurowings ed è diventata una compagnia autonoma il 27 ottobre 2002; nel dicembre 2008 è stata acquistata da Lufthansa. Le sue basi operative erano presso l'aeroporto di Colonia-Bonn, l'aeroporto di Stoccarda, l'aeroporto di Amburgo, l'aeroporto di Berlino-Tegel e l'aeroporto di Düsseldorf.
Nel dicembre 2012 Lufthansa ha annunciato che, a partire dal 2014, saranno trasferiti sotto Germanwings tutti i propri voli a corto e medio raggio in partenza dagli aeroporti tedeschi, ad eccezione di quelli aventi origine da Monaco di Baviera e da Francoforte. Nel 2013 comincia l'opera di rilancio di Germanwings grazie all'introduzione in flotta di 30 tra A319 e A320 provenienti da Lufthansa e di 23 Bombardier CRJ-900 provenienti da Lufthansa Regional.
Nel luglio 2013 sugli aeromobili vengono introdotti il nuovo logo e la nuova livrea: quest'ultima è simile nello stile a quella di Lufthansa, infatti su entrambe è utilizzato il carattere Helvetica per la scritta del nome della compagnia, inoltre la parte inferiore della fusoliera viene dipinta in grigio in modo da permettere una riduzione dei costi nel caso di trasferimento degli aeromobili da una compagnia all'altra; a bordo vengono invece installati interni simili utilizzando poltrone Recaro.
A gennaio 2015 Lufthansa ha annunciato che a partire dall'ottobre dello stesso anno Germanwings verrà integrata in Eurowings. Le ragioni di tale scelta sono state giustificate col fatto di voler dare alla compagnia un'immagine più europea e meno legata alla sola Germania, e non si può escludere che il danno di immagine causato dal successivo incidente aereo del 24 marzo 2015 abbia accelerato la decisione.
A ottobre 2015 è cominciata la fusione con la consociata Eurowings, operazione che si è completata nella primavera del 2016; da quel momento il marchio Germanwings non è stato più utilizzato, anche se la compagnia aerea continua ad operare utilizzando i propri codici di volo ma sotto la denominazione Eurowings.

## Flotta
A maggio 2016 la flotta di Germanwings era costituita dai seguenti aeromobili:
| Tipo        | In servizio fino al 2016 | Passeggeri |
| ----------- | ------------------------ | ---------- |
| Airbus A319 | 43                       | 144 150    |
| Airbus A320 | 16                       | 174        |

## Incidenti
Il 24 marzo 2015 un Airbus A320 operante il volo Germanwings 9525 è precipitato su una montagna nella regione dell'Alta Provenza, in Francia, causando la morte di tutte le 150 persone a bordo (144 passeggeri, 2 piloti e 4 membri dell'equipaggio). Le indagini hanno rivelato che l'incidente è stato causato volontariamente dal primo ufficiale, il tedesco Andreas Lubitz, 27 anni, il quale aveva già manifestato tendenze suicide in precedenza e, in questa occasione, approfittò di una momentanea assenza del capitano per rinchiudersi all'interno della cabina e pilotare il velivolo contro il suolo.